# 堺市立家原寺小学校
堺市立家原寺小学校（さかいしりつ えばらじ しょうがっこう）は、大阪府堺市西区家原寺町にある公立小学校。

## 沿革
堺市立向丘小学校の学校規模が過大となってきたため、従来の同校の校区を分離して、堺市で70番目の市立小学校として1978年に開校した。
- 1978年4月 - 堺市立家原寺小学校として開校。

## 通学区域
- 堺市西区 家原寺町、神野町2丁（一部）、神野町3丁、津久野町1丁（一部）、津久野町2丁（一部）。

卒業生は堺市立津久野中学校に進学する。

## 交通
- 阪和線 津久野駅 南東へ約1300m。